# Santiago de Compostela
Santiago de Compostela este reședința comunității autonome Galicia din nord-vestul Spaniei. Centrul vechi istoric din Santiago de Compostela a fost înscris în anul 1985 pe lista patrimoniului cultural mondial UNESCO.

## Orașe înfrățite
Santiago de Compostela este înfrățit cu:
- São Paulo, Brazilia[3][4]
- Santiago de Cali, Columbia
- Coimbra, Portugal, din 1994
- Santiago do Cacém, Portugal, din 1980
- Mashhad, Iran
- Buenos Aires, Argentina, din 1980
- Qom, Iran
- Santiago de Querétaro, Mexic (2005)
- Santiago de los Caballeros, Republica Dominicană (2004)
- Assisi, Italia (2008)
- Las Piedras, Uruguay (2010)
- Pisa, Italia (2010)
- Santiago de Cuba, fondat de Diego Velázquez de Cuéllar (1514)